# Denuvo
La Denuvo Anti-Tamper, o Denuvo, è una tecnologia anti-manomissione di software, prevalentemente utilizzata per i videogiochi, sviluppata dalla compagnia austriaca Denuvo Software Solutions GmbH, formatasi in seguito all'MBO (management buyout) di Sony DADC DigitalWorks.

## Tecnologia
Le prime indiscrezioni di Denuvo suggerivano che il sistema Denuvo Anti-Tamper "si criptasse e decriptasse continuamente in modo da non poter essere craccato." La Denuvo Software Solutions ha dichiarato che la tecnologia "non cripta/decripta continuamente alcun dato sui supporti di memorizzazione. Ciò non porterebbe ad alcun beneficio in termini di sicurezza o prestazioni." La compagnia non ha rivelato il funzionamento della tecnologia Denuvo Anti-Tamper. Il 1º dicembre 2014 il gruppo Warez cinese 3DM proclamò di aver violato la Denuvo Anti-Tamper; il gruppo sostenne che la tecnologia comportasse una "macchina crittografica a 64-bit" che richiede chiavi crittografiche uniche per l'hardware specifico di ciascun sistema installato.
In seguito, ai primi di dicembre, lo stesso gruppo rilasciò un crack per il videogioco Dragon Age: Inquisition, che utilizza Denuvo Anti-Tamper per proteggere il sistema di accesso online DRM di Electronic Arts, Origin. Ciò tuttavia richiese quasi un mese, un tempo insolitamente lungo per i giochi per PC. Interrogata a tal proposito, la società Denuvo riconobbe che "ogni gioco protetto prima o poi viene craccato". Ars Technica notò che la maggior parte delle vendite legali per i videogiochi di punta avviene nei primi 30 giorni dalla data di rilascio, pertanto i produttori potevano considerare Denuvo un successo se il suo utilizzo avesse comportato un tempo significativamente più lungo per craccare un gioco.
Nel mese di gennaio 2016 3DM avrebbe quasi abbandonato il tentativo di craccare Just Cause 3, che è protetto con Denuvo, a causa delle difficoltà associate al processo. Hanno inoltre affermato che data l'attuale evoluzione tecnologica nel campo della crittografia, craccare i videogiochi potrebbe rivelarsi impossibile entro due anni.  Thomas Goebl, direttore del settore vendite presso la Denuvo GmbH, crede che alcune esclusive per console possano in futuro essere rilasciate anche su PC grazie a questa tecnologia. 3DM ha annunciato che a partire dal mese di febbraio 2016 per un anno intero avrebbe interrotto ogni ricerca riguardante Denuvo Anti-Tamper e avrebbe smesso di craccare ogni gioco a giocatore singolo, affidandosi invece ad altri cracker, per vedere se trascorso l'anno si sarebbe riscontrato un aumento delle vendite in Cina. Dopo alcuni giorni il fondatore di 3DM "Bird Sister" dichiarò di aver trovato una soluzione all'ultima versione di Denuvo utilizzata in Just Cause 3, Rise of the Tomb Raider, FIFA 2016, sostenendo di non avervi mai rinunciato. Ciononostante, i crack non sarebbero stati rilasciati ufficialmente; piuttosto sarebbero stati ottenuti in altri modi.

## Avvenimenti
Ad inizio agosto 2016, fu trovato un modo per bypassare il videogame Doom (2016) grazie al cracker conosciuto come Voksi. Nei giorni seguenti sono stati bypassati altri videogame protetti da Denuvo. Comunque il tutto fu risolto 3 giorni dopo il primo bypass, ma in seguito il gruppo di hacker conosciuto come CONSPIR4CY (CPY) annunciò di aver finalmente crackato Denuvo rilasciando i crack di Doom, Rise of the Tomb Raider e Inside.
Dopodiché molti altri titoli di punta del mercato video-ludico furono crackati, anche se in tempi a detta delle stesse case produttrici "accettabili" (diversi mesi dalla data di rilascio).
A meno di un anno dai primi crack, il codice anti-pirateria che pose fine alla carriera come cracker di numerose persone, per esempio il gruppo cinese 3DM che in seguito all'avvento di Denuvo dichiarò ufficialmente di ritirarsi, è stato battuto nuovamente dal gruppo italiano CONSPIR4CY (CPY) a 5 giorni dalla data di uscita di uno dei maggiori titoli Capcom, Resident Evil 7: Biohazard.
Successivamente, tra agosto 2016 e gennaio 2017, molte case produttrici di videogiochi quali Capcom stessa, tolsero totalmente la protezione dai loro giochi.
A fine luglio 2018 Voksi (leader del gruppo di pirati bulgari Revolt) è stato denunciato dall'azienda con l'accusa di pirateria costringendolo a interrompere le sue attività.

## Controversie
Alcuni utenti avrebbero riferito che la tecnologia Denuvo Anti-Tamper ridurrebbe il tempo di vita delle unità a stato solido (SSD) scrivendo una quantità eccessiva di dati sul disco. La Denuvo Software Solutions ha replicato affermando che "la tecnologia Denuvo Anti-Tamper non scrive o legge continuamente alcun dato sui supporti di memorizzazione."